# Cerro Sabana del Medio
El Cerro Sabana del Medio y su ladera sur, la Peña de Los Buitres (2.428 m s. n. m.) y Cerro Chireles (2.328 m s. n. m.), son formaciones de montaña ubicadas en el extremo sur del municipio Morán, estado Lara, límite con Trujillo, Venezuela. A una altitud promedio de 2.706 m s. n. m. el Cerro Sabana del Medio y sus picos acompañantes son unas de las montañas más altas en Lara. Hacia el norte, su arista hace continuidad con el Cerro Las Minas y el Cerro Varavira.

## Ubicación
El Cerro Sabana del Medio se encuentra ubicado en la esquina suroeste del estado Lara, en el sector «La Montaña». Se llega por una ruta de cortafuego que parte del poblado de «La Mesa», subiendo por el «Cerro Chireles» (2,300 m s. n. m.) y la «Peña de Los Buitres» (2,428 m s. n. m.).